# RSSI
RSSI (англ. Received Signal Strength Indication) — в телекомунікації, показник рівня потужності сигналу. Найпростіший метод оцінки - прийняти вхідний сигнал і сформувати аналогову вихідну напругу (або відповідний цифровий код, одержуваний після подачі цієї напруги на АЦП), пропорційну потужності прийнятого сигналу. Можна використовувати даний показник, щоб оцінити відстань до передавача (для стільникових телефонів — до базової станції).
Як правило, сигнал вимірюється на проміжних частотах перед підсилювачем (наприклад, в стільникових телефонах і інших GSM-пристроях). У пристроях, які працюють без використання проміжних частот, вимір ведеться на основній частоті.
Показник RSSI погано корелює з якістю сигналу, але може використовуватися для приблизної оцінки якості сигналу. Більш точну оцінку можна отримати за допомогою параметра Link Quality Indicator, LQI.

## RSSI в реалізації стандарту 802.11
В стандарті IEEE 802.11 систем, RSSI це відносна отримана інтенсивність сигналу у безпровідних технологіях передачі, що виражається в умовних одиницях. RSSI це показник рівня потужності сигналу, що надходить до антени. Чим більше значення RSSI, тим сильнішим є сигнал.